# 新亞書院學生會
22°25′06″N 114°12′19″E / 22.418213°N 114.205346°E
新亞書院學生會（英語：New Asia College Students' Union），簡稱新亞學生會，為香港中文大學新亞書院學生最高的自治團體，採三權分立制度，設評議會、幹事會及司法委員會。所有註冊於新亞書院的中文大學本科生均為基本會員。

## 沿革
1963年，香港中文大學正式成立，三院學生希望聯合舉辦慶祝活動，促成書院學生會的誕生。初期的新亞學生會採分權制，設有評議會及幹事會，幹事會由會員大會在選舉大會中選出。會長每年亦須召開兩次會員大會。
其後，新亞書院學生會聯同崇基學院學生會及聯合書院學生會組成中大學生會，並在1971年產生第一屆中大學生會。新亞學生會自此成為中大學生會的一個成員書院學生會。新亞學生會參考中大學生會的架構，進行了一次較大規模的修章，將新亞學生會改為議會主權制，設代表會並將幹事會納入代表會。
不久之後，新亞學生會在1980年再次修章，重新採用分權制，立法機構沿稱代表會，但將幹事會在架構上獨立於代表會（雖然人員有一定重疊）。其後經歷多次修章，包括加入全民投票程序、賦予代表會司法職能等。
直至2018年，新亞學生會再進行一次大規模修章，並在2019年的全民投票中通過修章草案，將代表會恢復為評議會、並分設司法委員會，正式確立三權分立制。

## 組織[6]

### 評議會
最高立法及監察機構。其組成包括以下人士：
1. 普選評議員（全體學生直選選出）
2. 學院評議員 （學院學生直選選出）
3. 舍堂評議員 （舍堂幹事會委任)
4. 團體會員評議員 （團體會員互選）
5. 幹事會評議員（幹事會委任）

現時評議會有五個常設委員會，包括財務委員會、監察及申訴委員會、選舉委員會、章則委員會、團體會員委員會。

### 幹事會
最高行政機構。其組成包括以下人士：
1. 會長
2. 副會長
3. 外務副會長
4. 秘書長
5. 司庫
6. 其他民選幹事

幹事會另可推薦基本會員成為委任幹事，由評議會委任。

### 司法委員會
最高司法機構，設原訟庭及上訴庭。司法委員不得兼任評議員、幹事、舍堂幹事、團體會員幹事等公職，以避免利益衝突 。但因2019年修章後委員會人數一直未最低法定要求，故此一直由評議會暫代履行司法職權。

## 外部連結
- 新亞書院學生會的Facebook專頁 （中文）
- 新亞書院學生會的Instagram帳戶 （中文）
- 香港中文大學新亞書院學生會會章